# Cimetière de l'Uranie
Le cimetière de l'Uranie est un cimetière situé à Papeete, sur l'île de Tahiti (Polynésie française). 
Près de 17 000 personnes (dont plusieurs personnalités polynésiennes) y sont inhumées dans près de 5000 concessions. Le cimetière enregistre en outre 180 inhumations par an en moyenne.
Étant construit à flanc de montagne, le cimetière s'étend sur plusieurs niveaux (dénommés "étages"), leur numérotation allant croissant avec l'élévation.

## Travaux d'aménagement
À la suite de l'état de saturation constaté, la mairie de Papeete engage des travaux début 2010 menant à l'aménagement de 852 tombes supplémentaires, puis fin 2012 en vue d'ajouter 912 tombes. Au total, les différents travaux engagés visent à construire 1 800 concessions supplémentaires pour un coût de 500 millions de francs Pacifique (environ 4 millions d'euros).

## Personnalités enterrés au cimetière de l'Uranie
Liste non exhaustive
- Différents maires de Papeete[3] :
  - Léonce Brault (1897-1977).
  - Alfred Poroi (1906-1994), homme politique polynésien.
  - Jean Juventin (1928-2019), homme politique polynésien.
  - Louise Carlson (1930-2017), maire de Papeete d'avril 1993 à juin 1995
- Kỳ Đồng (vi) (1875-1929), personnalité de la lutte indochinoise contre la puissance coloniale française et héros national vietnamien[4].
- Walter Grand (1917-1983), sous-officier du Bataillon du Pacifique et homme politique polynésien.
- Jean-Baptiste Céran-Jérusalémy (1921-2014), président de l'Assemblée de la Polynésie française
- Coco Hotahota (vers 1941-2020), chorégraphe et danseur polynésien.
- Marie Mariterangi (1926-1971), auteure-compositrice-interprète, guitariste et joueuse d'ukulélé polynésienne.
- John Martin (1921-2012), sous-officier du Bataillon du Pacifique, journaliste et membre fondateur de l'Académie tahitienne.
- Pouvanaa Oopa (1895-1977), homme politique et figure du mouvement anticolonialiste polynésien.
- Plusieurs membres de la famille Pomare, lignée royale polynésienne.
  - Marau Taʻaroa (1860-1935), veuve du roi Pōmare V
- Francis Sanford (1912-1996), premier maire de Faa'a et père de l'autonomie de la Polynésie française.
- Maco Tevane (1937-2013), homme politique, journaliste et personnalité du théâtre polynésien.
- Robert Hervé (1910-1999), officier du Bataillon du Pacifique, Compagnon de la Libération.
- Louis Rollin (1887-1972), médecin, administrateur colonial et officier des Forces Françaises Libres
- Édouard Ahnne (1867-1945), artisan du ralliement des Établissements français de l'Océanie à la France libre, Compagnon de la Libération

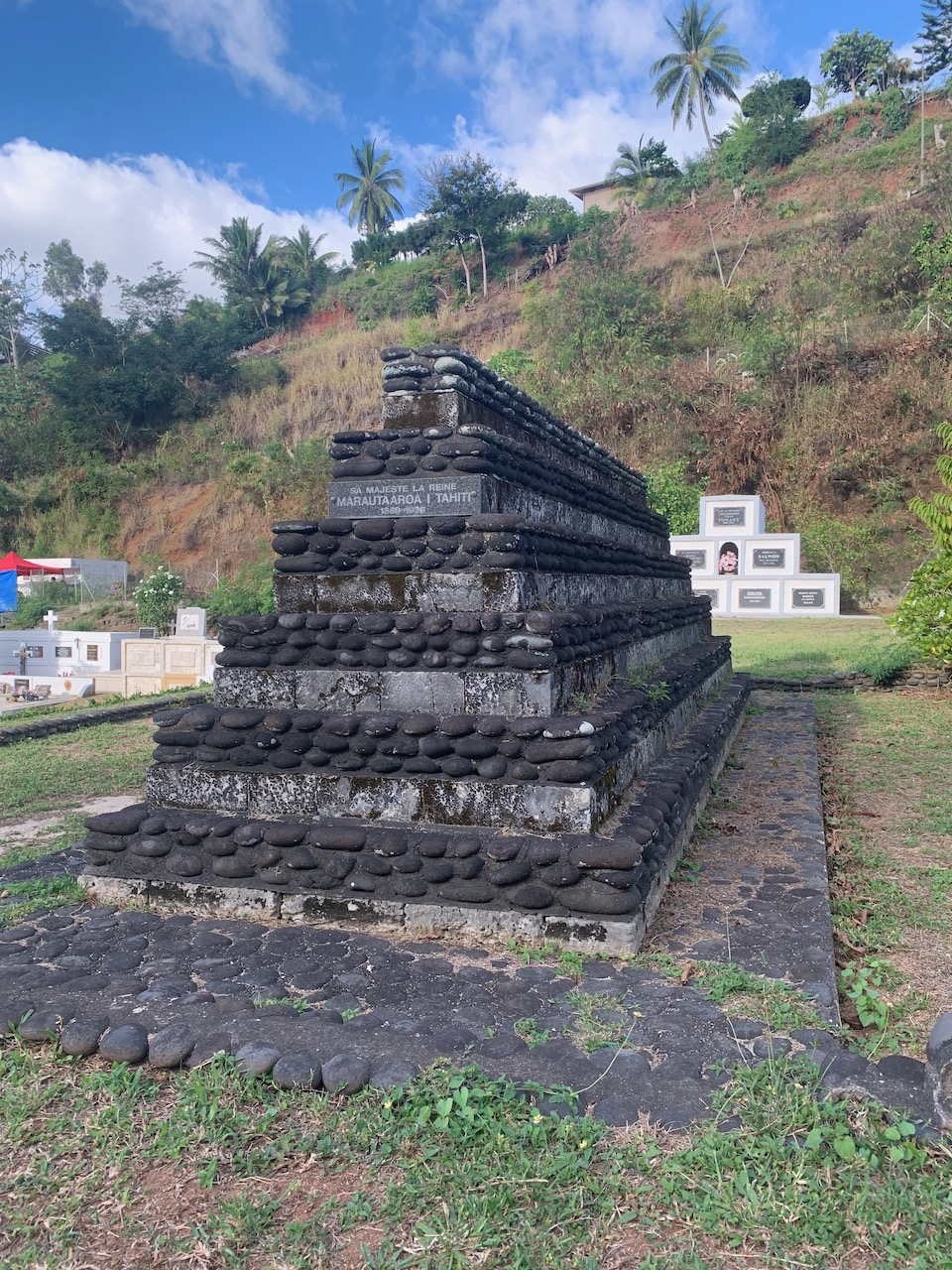
Tombe de la reine Marau au cimetière de l'Uranie